# Kleine rietgans
De kleine rietgans (Anser brachyrhynchus) is een gans die in Oost-Groenland, in IJsland en op Spitsbergen broedt. Het is een trekkende soort die overwintert in Noordwest-Europa, met name in Groot-Brittannië, de Lage Landen en het westen van Denemarken.

## Kenmerken
De kleine rietgans is een middelgrote gans, 60–75 cm lang met een spanwijdte van 135–170 cm en een gewicht van 1,8-3,3 kg. Hij heeft een korte snavel, helder roze in het midden met een zwarte basis en punt en roze poten. Het lichaam is grijsbruin, de kop en hals zijn wat donkerder bruin. De staart heeft een brede witte eindrand, die bij de andere rietganssoorten smal is. De bovenste vleugeldekveren zijn bleek blauwachtig grijs en bij andere rietganzen donkerder. De soort is het nauw verwant aan de taigarietgans Anser fabalis en de toendrarietgans A. serrirostris (zij werden alle drie ook lang beschouwd als een ras van de rietgans)

## Ecologie
De kleine rietgans nestelt vaak op kliffen en op eilandjes in meren die bescherming bieden tegen predatoren (voornamelijk de poolvos). De kleine rietgans legt drie tot zes eieren. De broedtijd begint op IJsland begin tot eind mei en op Spitsbergen eind mei en duurt 26-27 dagen. Na het uitkomen van de eieren begeleiden beide ouders de kuikens naar het dichtstbijzijnde meer of plas. De kuikens zijn na 56 dagen vliegvlug.
De trek naar het zuiden loopt van half september tot begin oktober. De terugtrek van de overwinteringsgebieden naar het noorden loopt van half april tot begin mei.

### Voedsel
Het dieet is bijna geheel vegetarisch. In de zomer voeden ze zich met een breed scala aan toendraplanten, zowel op land als in het water. In de winter foerageren ze vooral op koolzaad, suikerbieten, aardappelen en diverse grassoorten. Hierdoor kan er landbouwschade optreden, maar boeren hebben er ook baat bij dat de ganzen de bladresten van suikerbieten en aardappelen opruimen die na de oogst op het land achterblijven omdat die anders gewasziekten kunnen verspreiden.

## Leefgebieden
Er zijn twee grotendeels gescheiden levende populaties van de kleine rietgans. De populaties van Groenland en IJsland overwinteren in Groot-Brittannië en de Spitsbergenpopulatie overwintert in Nederland, België en Denemarken en kleine aantallen ook in Noorwegen (vooral op de Vesterålen tijdens de trek).

De populaties zijn spectaculair in aantal gegroeid in de afgelopen 50 jaar, vooral dankzij bescherming tegen de jacht op deze ganzen in de overwinteringsgebieden. De aantallen overwinterende kleine rietganzen in Groot-Brittannië zijn tussen 1950 en 2004 gestegen van 30 000 naar 292 000 in oktober 2004.(4,3% per jaar).

In Nederland overwinterden rond 1970 maximaal 10 000 kleine rietganzen in het zuidwesten van Friesland. Dit was circa 70% van de Svalbardpopulatie. Daarna groeide het aantal tot een maximum van 3 000 begin jaren 1990 (4,6% per jaar). SOVON rekent met gemiddelden, die liggen een stuk lager, in de jaren 1990 rond de 5000 en in het begin van de 21ste eeuw rond de 10 000.
Ook in West-Vlaanderen (Oostkustpolders) ligt een belangrijk overwinteringsgebied voor deze gans.

De kleine rietgans is een van de soorten waarop de Afrikaans-Euraziatische overeenkomst over watervogels (AEWA) van toepassing is.

## Status
De grootte van de populatie is in 2015 geschat op 410 duizend vogels. Op de Rode lijst van de IUCN heeft deze soort de status niet bedreigd.